# دانشگاه HELP
دانشگاه HELP (مالایی: Universiti HELP ; قبلاً با نام مؤسسه HELP و سپس به عنوان کالج دانشگاه HELP شناخته می‌شد) یک دانشگاه خصوصی در کوالالامپور، مالزی است. دانشگاه HELP دو پردیس دارد. یکی در ارتفاعات دامانسرا، کوالالامپور، و دیگری در سوبانگ بستاری، سلانگور واقع شده‌است.
دانشگاه HELP در رتبه‌بندی ۲۰۲۱ دانشگاه‌های آسیایی QS رتبه ۶۵۰ در برنامه تبادل دانشجوی خارج از کشور را کسب کرد.